# Ngandzalé
Ngandzalé – miasto na Komorach, na wyspie Anjouan. Według danych szacunkowych na rok 2007 liczy ono 7 354 mieszkańców.